# Carmen Pobo Sánchez
Carmen Pobo Sánchez, née le 8 juillet 1960, est une femme politique espagnole membre du Parti populaire (PP).

## Biographie

### Vie privée
Elle est mariée et mère de deux enfants.

### Activités politiques
Elle est députée aux Cortes d'Aragon de 1999 à 2015. Elle est conseillère municipale de Cella depuis 1987 et a été maire de la ville de 1999 à 2011. De 2011 à 2015, elle préside la députation provinciale de Teruel.
De 2009 à 2016, elle a été présidente de la fédération provinciale du Parti populaire.
Le 20 décembre 2015, elle est élue sénatrice pour Teruel au Sénat et réélue en 2016.